# تفاهم‌نامه بوداپست در مورد تضمین‌های امنیتی
تفاهم‌نامه بوداپست در مورد تضمین‌های امنیتی به سه توافقنامه سیاسی یکسان اشاره دارد که در کنفرانس سازمان امنیت و همکاری اروپا در بوداپست مجارستان در ۵ دسامبر ۱۹۹۴ برای ارائه تضمین‌های امنیتی توسط امضاکنندگان آن در رابطه با الحاق بلاروس، قزاقستان و اوکراین به پیمان عدم اشاعه سلاح‌های هسته‌ای اجرا شد. این تفاهم‌نامه در ابتدا توسط سه قدرت هسته‌ای فدراسیون روسیه، بریتانیا و ایالات متحده امضا شد. چین و فرانسه نیز در اسناد جداگانه تضمین‌های فردی تا حدودی ضعیف‌تری ارائه کردند.
این یادداشت شامل تضمین‌های امنیتی در برابر تهدید یا استفاده از زور علیه تمامیت ارضی یا استقلال سیاسی اوکراین، بلاروس و قزاقستان بود.
در نتیجه این پیمان بلاروس، قزاقستان و اوکراین در میان سال‌های ۱۹۹۴ و ۱۹۹۶ از سلاح‌های هسته ای خود دست کشیدند. اوکراین تا آن زمان سومین انبار بزرگ تسلیحات هسته‌ای جهان را داشت.
پس از الحاق کریمه به روسیه در سال ۲۰۱۴، کانادا، فرانسه، آلمان، ایتالیا، ژاپن، بریتانیا و ایالات متحده اعلام کردند که دخالت روسیه نقض تفاهم نامه بوداپست و نقض تعهدات در قبال اوکراین که تحت امضای سرگئی لاوروف و دیگران به سازمان ملل متحد منتقل شده بود، و نقض حاکمیت و تمامیت ارضی اوکراین است. در ۴ مارس ۲۰۱۴، ولادیمیر پوتین، رئیس‌جمهور روسیه، در پاسخ به سؤالی در مورد نقض تفاهم‌نامه بوداپست، وضعیت کنونی اوکراین را به عنوان یک انقلاب توصیف کرد و گفت «یک کشور جدید به‌وجود آمده‌است، با این وضعیت و در رابطه با این دولت، ما هیچ سند اجباری را امضا نکرده‌ایم.» روسیه اعلام کرد که هرگز متعهد نبوده‌است که «هر بخشی از جمعیت غیرنظامی اوکراین را بر خلاف میل خود مجبور به ماندن در اوکراین کند.» روسیه اعلام کرد که ایالات متحده تفاهم نامه بوداپست را نقض می‌کند و یورومیدان را یک کودتای تحریک شده توسط ایالات متحده توصیف کرد.

## محتوا
بر اساس این یادداشت، روسیه، ایالات متحده و بریتانیا تأیید کردند که بلاروس، قزاقستان و اوکراین به عضویت معاهده منع گسترش تسلیحات هسته‌ای درآمده و عملاً زرادخانه هسته‌ای خود را به روسیه واگذار می‌کنند و اینکه:
1. به استقلال و حاکمیت بلاروس، قزاقستان و اوکراین در مرزهای موجود احترام گذارند.[۱۳]
2. از تهدید یا استفاده از زور علیه بلاروس، قزاقستان و اوکراین خودداری نمایند.
3. از اعمال فشار اقتصادی بر بلاروس، قزاقستان و اوکراین برای تأثیرگذاری بر سیاست آن‌ها خودداری کنند.
4. به دنبال اقدام فوری شورای امنیت به بلاروس، قزاقستان و اوکراین در صورتی که آن‌ها «قربانی یک اقدام تجاوزکارانه یا هدف تهدید تجاوزی شوند که در آن از سلاح‌های هسته‌ای استفاده شود»، یاری رسانند.
5. از استفاده از سلاح هسته‌ای علیه بلاروس، قزاقستان و اوکراین خودداری نمایند.
6. در صورت بروز وضعیتی که سؤالی در مورد تعهدات پیش آمد، این کشورها ملزمند با یکدیگر مشورت کنند.[۹][۱۴]

## تحلیل و بررسی
بر اساس این توافق، امضاکنندگان به اوکراین در ازای پایبندی این کشور به معاهده منع گسترش تسلیحات هسته‌ای، «ضمانت‌های امنیتی» ارائه کردند. این یادداشت مجموعه‌ای از تضمین‌هایی را که اوکراین قبلاً از قانون نهایی کنفرانس امنیت و همکاری در اروپا (CSCE)، منشور سازمان ملل متحد و معاهده منع گسترش سلاح‌های هسته‌ای دریافت کرده بود، جمع‌آوری کرد، اما دولت اوکراین آن را در قالب یک سند خاص برای اوکراین ارزشمند دانست.
یادداشت بوداپست در سطح سیاسی مورد مذاکره قرار گرفت، اما کاملاً مشخص نیست که آیا این سند فاقد مقررات قانونی است یا خیر. این یادداشت به تضمین‌ها اشاره دارد، اما تعهد قانونی کمک نظامی را برای طرفین خود تحمیل نمی‌کند. به گفته استفان مک فارلین، استاد روابط بین‌الملل، «اگر امضاکنندگان اقدامی انجام دهند، توجیه می‌کند، اما کسی را مجبور به اقدام در اوکراین نمی‌کند». در ایالات متحده، نه دولت جورج اچ دبلیو بوش و نه دولت کلینتون آمادگی نداشتند تعهد نظامی به اوکراین بدهند، و آن‌ها باور نداشتند که سنای ایالات متحده یک معاهده بین‌المللی را تصویب کند و بنابراین این یادداشت در شرایط محدودتر تصویب شد. این یادداشت نیازمند مشورت طرفین است («در صورت بروز وضعیتی که سؤالی در مورد تعهدات…»). صرف نظر از اینکه این یادداشت تعهدات قانونی را مشخص می‌کند یا خیر، مشکلاتی که اوکراین از اوایل سال ۲۰۱۴ با آن مواجه شده‌است ممکن است اعتبار تضمین‌های امنیتی آینده را که در ازای تعهدات منع گسترش سلاح‌های هسته ای ارائه می‌شود، مورد تردید قرار دهد. صرف نظر از این، ایالات متحده علناً اظهار می‌دارد که «یادداشت از نظر قانونی الزام‌آور نیست» و آن را «تعهد سیاسی» می‌نامد.
محققین حقوق بین‌الملل اوکراینی مانند الکساندر زادوروژنی معتقدند که این یادداشت یک معاهده بین‌المللی است زیرا معیارهای یک معاهده را برآورده می‌کند، همان‌طور که در کنوانسیون ۱۹۶۹ وین در مورد حقوق معاهدات (VCLT) تعیین شده‌است و «یک توافقنامه بین‌المللی است که بین کشورها به صورت کتبی منعقد شده‌است و توسط حقوق بین‌الملل اداره می‌شود.»
چین و فرانسه در اسناد جداگانه‌ای تضمین‌های امنیتی برای اوکراین دادند. بیانیه دولتی چین در ۴ دسامبر ۱۹۹۴ در صورت بروز سؤالات، خواستار مشاوره اجباری نبود، بلکه فقط برای «مشاوره‌های منصفانه» خواستار شد. در بیانیه ۵ دسامبر ۱۹۹۴ فرانسه به مشورت اشاره‌ای نشده‌است.
پژوهشگران در آن زمان تصور می‌کردند که تصمیم اوکراین برای امضای تفاهم‌نامه بوداپست دلیلی بر توسعه اوکراین به عنوان یک دموکراسی و تمایل این کشور برای کناره‌گیری از جهان پساشوروی و برداشتن اولین گام‌ها به سوی آینده اروپایی است. به مدت ۲۰ سال، تا زمانی که روسیه در سال ۲۰۱۴ مناطقی از اوکراین را اشغال کرد، خلع سلاح اتمی اوکراین نمونه‌ای از عدم اشاعه هسته‌ای بود.

## نقض

### تحریم‌های بلاروس ۲۰۱۳
در سال ۲۰۱۳، دولت بلاروس شکایت کرد که تحریم‌های آمریکا علیه این کشور نقض ماده ۳ تفاهم‌نامه است. دولت ایالات متحده پاسخ داد که هدف تحریم‌های این کشور مبارزه با نقض حقوق بشر و سایر فعالیت‌های غیرقانونی دولت بلاروس است و نه جمعیت بلاروس.

### الحاق کریمه به روسیه

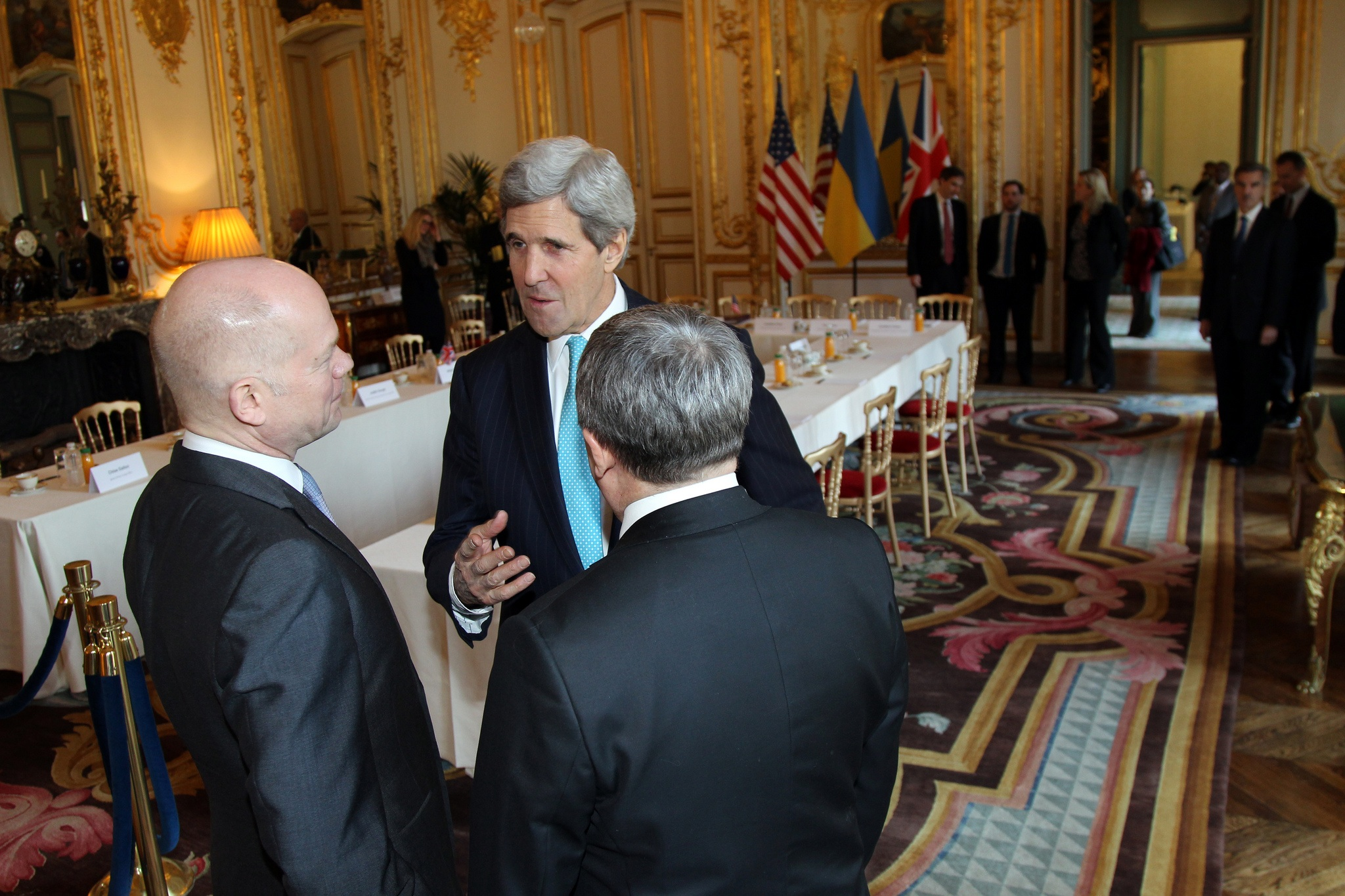
جان کری، وزیر امور خارجه ایالات متحده، پس از میزبانی نشست وزیران بوداپست دربارهٔ بحران اوکراین در پاریس در ۵ مارس ۲۰۱۴، با ویلیام هیگ، وزیر خارجه بریتانیا و آندری دشچیتسیا، وزیر خارجه اوکراین، صحبت می‌کند.

در فوریه ۲۰۱۴، نیروهای روسی فرودگاه‌های مختلف و سایر مکان‌های استراتژیک را در سراسر کریمه تصرف یا محاصره کردند. این نیروها به ناوگان دریای سیاه روسیه مستقر در کریمه پیوستند، که روسیه را در نقض تفاهم‌نامه بوداپست قرار داد. وزارت خارجه روسیه حرکت واحدهای زرهی وابسته به ناوگان دریای سیاه در کریمه را تأیید کرده بود اما تأکید کرد که آنها در چارچوب توافقات مختلف بین دو کشور عمل می‌کنند. روسیه با حمایت از همه‌پرسی دربارهٔ پیوستن کریمه به آن پاسخ داد. روسیه اعلام کرد که همه‌پرسی‌ها توسط «نیروهای محلی» انجام شده‌است. در ۱۶ مارس، روسیه کریمه را به خاک خود ضمیمه کرد و اوکراین به شدت به این اقدام به عنوان نقض ماده ۱ یادداشت بوداپست اعتراض کرد.
در واکنش به این بحران، پارلمان اوکراین از امضاکنندگان این تفاهم‌نامه خواست تا بر پایبندی خود به اصول مندرج در توافقنامه سیاسی تأکید و برای کاهش تنش‌ها با اوکراین رایزنی کنند.
«وزارت ادغام مجدد سرزمین‌های اشغالی موقت» یک وزارتخانه دولتی در اوکراین است که به‌طور رسمی در ۲۰ آوریل ۲۰۱۶ برای مدیریت بخش‌های اشغالی مناطق دونتسک، لوهانسک و کریمه که تحت تأثیر مداخله نظامی روسیه در سال ۲۰۱۴ قرار دارند، تأسیس شد.
در ۲۴ مارس ۲۰۱۴، استفان هارپر، نخست‌وزیر کانادا، شرکای گروه هفت را در یک نشست موقت در خلال اجلاس امنیت هسته‌ای در لاهه رهبری کرد تا عضویت روسیه به دلیل نقض تفاهم‌نامه بوداپست به حالت تعلیق درآید. او گفت که اوکراین سلاح‌های هسته‌ای خود را «بر اساس تضمین صریح روسیه برای تمامیت ارضی خود کنار گذاشته‌است. پوتین با زیر پا گذاشتن این ضمانت، برای کسانی که در جاهای دیگر نیاز به چیزی بیشتر از غرور یا نارضایتی داشتند، منطقی برای تا دندان مسلح کردن خود فراهم کرده‌است.» هارپر همچنین با بیان اینکه با دولت جدید اوکراین در راستای توافق تجارت آزاد همکاری خواهد کرد، از اوکراین حمایت کرد.
در فوریه ۲۰۱۶، سرگئی لاوروف ادعا کرد: «روسیه هرگز تفاهم‌نامه بوداپست را نقض نکرده‌است. این پیمان فقط یک تعهد داشت؛ عدم حمله به اوکراین با سلاح‌های هسته‌ای.» با این حال، مایکل کولبورن، روزنامه‌نگار کانادایی خاطرنشان کرد که «در واقع شش تعهد در تفاهم‌نامه بوداپست وجود دارد و اولین آن‌ها «احترام به استقلال و حاکمیت و مرزهای موجود اوکراین» است. کولبورن همچنین خاطرنشان کرد که پخش ادعای لاوروف در حساب توییتر سفارت روسیه در بریتانیا در واقع «پیوندی به متن یادداشت بوداپست با تمام شش تعهد آن، از جمله مواردی که روسیه آشکارا نقض کرده‌است، ارائه می‌دهد.» استیون پایفر، یک دیپلمات آمریکایی که در تهیه پیش‌نویس یادداشت بوداپست نقش داشت، بعداً اظهار کرد «وقتی وزیر امور خارجه روسیه چیزی می‌گوید که با کمتر از ۳۰ ثانیه راستی‌آزمایی گوگل می‌توان اشتباه بودن آن را ثابت کرد، این دروغگویی دیپلماسی روسیه و تحقیر افکار بین‌المللی است.» روسیه استدلال کرد که ایالات متحده با اعمال و تهدید تحریم‌های بیشتر علیه دولت یانوکوویچ، سومین نقطه توافق را زیر پا گذاشته‌است.

### حادثه تنگه کرچ
در ۲۷ نوامبر ۲۰۱۸، وزارت امور خارجه اوکراین از کشورهای امضاکننده تفاهم نامه بوداپست درخواست کرد تا رایزنی‌های فوری برای اطمینان از پایبندی کامل به تعهدات این یادداشت و توقف فوری تجاوز روسیه به اوکراین انجام دهند.

### بحران ۲۰۲۱–۲۰۲۲ روسیه و اوکراین
ولودیمیر زلنسکی، رئیس‌جمهور اوکراین، علناً دربارهٔ تفاهم‌نامه بوداپست با این استدلال که به دلیل قدرت قهری روسیه، هیچ تضمینی برای امنیت ندارد، اظهار نظر کرد. پوتین از اظهارات زلنسکی به عنوان بخشی از ادعاهای خود مبنی بر اینکه اوکراین می‌تواند سلاح هسته‌ای تولید کند، استفاده کرد. منتقدان ادعاهای پوتین را رد کرده‌اند.